# Phương pháp loci
Phương pháp loci là phương pháp cải thiện trí nhớ lâu đời nhất từng được biết đến (loci ở đây là số nhiều của từ locus, có nghĩa là địa điểm hoặc nơi chốn). Phương pháp này dựa trên giả thuyết rằng có thể hoàn toàn ghi nhớ rõ ràng thông qua những nơi thân quen. Vì vậy mà phương pháp này còn có tên gọi "hành trình trí nhớ"
Theo như lời kể của Cicero, phương pháp này được tạo ra và phát triển bởi nhà thơ Simonides của thành Ceos. Nhà thơ này chính là người duy nhất sống sót khi tòa nhà ông được mời đến để dùng bữa tối bất ngờ sụp đổ. Một điều đáng ngạc nhiên, ông đã giúp nhận diện những nạn nhân xấu số trong bữa ăn dù họ đã bị tòa nhà làm cho biến dạng đến mức không thể nào nhận diện được bằng cách nhớ lại vị trí ngồi của từng vị khách. Từ đó ông nhận ra rằng việc ghi nhớ một thứ gì đó bằng cách liên hệ nó với hình ảnh của một địa điểm trong tâm trí là hoàn toàn khả thi.

## Vai trò
Trí nhớ là một trong những chức năng tối ưu của não bộ hỗ trợ cho chúng ta trong hầu hết các hoạt động sinh hoạt cũng như học tập và làm việc hằng ngày. Tuy nhiên, đáng buồn thay, trong một số nghiên cứu gần đây, các nhà khoa học đã phát hiện ra rằng bộ nhớ của con người chỉ phát huy tác dụng tối đa ở độ tuổi từ 20–30, sau đó hiệu quả và năng suất làm việc của bộ nhớ sẽ dần dần tiêu giảm.
Tuy nhiên các nhà khoa học cho biết con người có thể tự rèn luyện để tăng khả năng ghi nhớ mà không cần tốn quá nhiều công sức, trong đó phương pháp loci là một trong những phương pháp dễ thực hiện và không bỏ ra quá nhiều công sức cho người thực hiện bằng cách liên kết những vật dụng hoặc nội dung cần ghi nhớ với hình ảnh và nơi chốn cụ thể.

## Phương pháp loci hoạt động như thế nào?
Cách thức để thực hiện phương pháp loci khá đơn giản, cơ bản chỉ có các bước sau:
- Trước hết, nghĩ về một nơi rất quen thuộc đến nỗi biết rõ từng ngóc ngách, ví dụ như ngôi nhà đang sinh sống hằng ngày.
- Sau đó tưởng tượng, hình dung một chuỗi địa điểm ở nơi vừa nghĩ tới theo một thứ tự có logic. Một ví dụ cụ thể: hãy hình dung con đường thường đi trong nhà để đi từ cửa trước đến cửa sau. Bắt đầu ở cửa trước, sau đó đi dọc theo hành lang và rẽ vào phòng khác, sau đó lần lượt đi qua phòng ăn, kế tiếp đó là bếp, và cứ tiếp tục cho đến cửa sau. Khi bước vào một địa điểm khác trong nhà (phòng khách, phòng ăn...),di chuyển một cách hợp lý và nhất quán theo cùng một hướng từ phía bên này đến phía còn lại của căn phòng. Mỗi một loại đồ nội thất trên đường đi đều có thể được xem như là một "địa điểm bổ sung".
- Tiếp theo, hãy "đặt" mỗi vật dụng muốn nhớ tại từng "địa điểm" của ngôi nhà.
- Khi muốn nhớ lại những vật dụng ấy, đơn giản chỉ cần hình dung lại khung cảnh ngôi nhà, lặp lại việc đi từ cửa trước đến cửa sau trong tâm trí của mình. Mỗi vật dụng cần nhớ đã "đặt" ở các địa điểm nổi bật, cụ thể trong "ngôi nhà", sẽ tự động nhanh chóng nảy lên trong tâm trí khi đang "đi" vòng quanh nhà trong tâm trí.

Để dễ hình dung hơn về cách hoạt động của phương pháp loci hãy cùng xem qua ví dụ sau:
Danh sách cần mua khi đến tiệm tạp hóa bao gồm sữa, trứng và bánh mì. Để đơn giản hóa công việc thì mọi thứ cần được chuyển đổi thành hành trình bao gồm, vị trí tưởng tượng là trong nhà vệ sinh, sàn nhà là vỏ trứng, vòi nước sẽ chảy ra dòng sữa tươi và khăn bông hằng ngày giờ đây là những miếng bánh mì mềm mịn.